# デンマークの首相
デンマークの首相（デンマーク語: Danske statsministre）は、デンマークにおける政府の長である。デンマークでは近代的な官職を設置する以前、国家元首とは別に政府の長を置いておらず国王が行政権を持っていた。1849年に制定された憲法によって国王の権力は制限され、首相職が置かれた。
首相は国王によって任命されるが、実際には議会の支持に基づいている。

## 歴代大宰相一覧
| フレデリク4世治世の大宰相 (1699年-1730年) |      |                                                              |               |                 |
| 代                                        | 肖像 | 氏名 (生没年)                                                | 就任日        | 退任日          |
| 1                                         |      | コンラズ・ファン・レーヴェントロウ (1644年-1708年)           | 1699年8月26日 | 1708年7月21日 † |
| 2                                         |      | クレスチャン・クレストファースン・スィーイステズ (1666-1740) | 1708年        | 1721年          |
| 3                                         |      | ウルレク・エードルフ・ホルスタイン (1664年-1737年)           | 1721年6月20日 | 1730年10月17日  |

## 歴代枢密院議長一覧
| 枢密院議長 (1730年-1848年) 国王クリスチャン6世 (1730年-1746年)、フレデリク5世 (1746年-1766年)、 クリスチャン7世 (1766年-1808年)、フレデリク6世 (1808年-1839年)、クリスチャン8世 (1839年-1848年) |      |                                                                                          |                |                 |
| 代 | 肖像 | 氏名 (生没年)                                                                            | 就任日         | 退任日          |
| 1 |      | イーヴァ・ローセンクランス (1674-1745)                                                   | 1730年10月17日 | 1735年5月12日   |
| 2 |      | ヨハン・ルズヴィ・ホルスタイン＝リズラボー (1694-1763)                                   | 1735年5月12日  | 1751年          |
| 3 |      | ヨハン・ハルトヴィヒ・エルンスト・フォン・ベアンストーフ (1712-1772)                     | 1751年         | 1770年9月13日   |
| ４ |      | ヨハン・フリードリヒ・ストルーエンセ (1712-1772)                                         | 1770年         | 1772年          |
| ５ |      | オーヴェ・フーイ＝グズビェア Ove Høegh-Guldberg (1731-1808)                              | 1772年1月      | 1784年          |
| ６ |      | アンドレアス・ペーター・ベアンストーフ (1735-1797)                                       | 1784年         | 1797年6月21日 † |
| ７ |      | クリスチャン・ギュンター・フォン・ベアンストーフ (1769-1835)                             | 1797年6月22日  | 1810年          |
| ８ |      | フレズレク・モルトケ Frederik Moltke (1754-1836)                                         | 1810年         | 1814年          |
| ９ |      | フレズレク・ユーリウス・コース (1758-1827)                                               | 1814年         | 1814年          |
| 10 |      | ヨアキム・ゴスケ・モルトケ (1746-1818)                                                   | 1814年         | 1818年8月24日   |
| 11 |      | エアンスト・ハインリイ・ファン・シュメーマン Ernst Heinrich von Schimmelmann (1747-1831) | 1818年         | 1824年          |
| 12 |      | オト・ヨーアキム・モルトケ Otto Joachim Moltke (1770-1853)                               | 1824年         | 1842年          |
| 13 |      | ポウル・クレスチャン・スティーマ (1764-1855)                                             | 1842年         | 1848年3月22日   |

## 歴代首相一覧 (1848年-1855年)
| フレデリク7世治世の首相 (1848年-1855年) |                |                                                                   |                |                |              |                |               |
| 代                                      | 肖像           | 氏名 (生没年)                                                     | 就任日         | 退任日         | 政党         | 選挙           | 内閣          |
| 1                                       |                | エーダム・ヴィルヘルム・モルトケ Adam Wilhelm Moltke (1785-1864)  | 1848年3月22日  | 1848年11月16日 | Højre (1848) | —              | 第1次モルトケ |
| 1                                       | 1848年11月16日 | エーダム・ヴィルヘルム・モルトケ Adam Wilhelm Moltke (1785-1864)  | 1851年7月13日  | 1849           | Højre (1848) | 第2次モルトケ  |               |
| 1                                       | 1851年7月13日  | エーダム・ヴィルヘルム・モルトケ Adam Wilhelm Moltke (1785-1864)  | 1851年10月18日 | —              | Højre (1848) | 第3次モルトケ  |               |
| 1                                       | 1851年10月18日 | エーダム・ヴィルヘルム・モルトケ Adam Wilhelm Moltke (1785-1864)  | 1852年1月27日  | —              | Højre (1848) | 第4次モルトケ  |               |
| 2                                       |                | クレスチャン・アルブレクト・ブルーメ (1794-1866)                  | 1852年1月27日  | 1853年4月21日  | Højre (1848) | 1852 1853年2月 | 第1次ブルーメ |
| 3                                       |                | アンデシュ・サンデー・エルステド Anders Sandøe Ørsted (1778-1860) | 1853年4月21日  | 1854年12月12日 | 無所属       | 1853年5月      | エルステド    |
| 4                                       |                | ピーダ・ギーオウ・バング (1797-1861)                              | 1854年12月12日 | 1855年10月12日 | 無所属       | 1854           | バング        |

## 歴代評議会議長一覧
| フレデリク7世治世の評議会議長 (1855年-1863年)     |                |                |      |                                                                      |                                   |                                                   |                                      |
| 代                                                | 就任日         | 退任日         | 肖像 | 氏名 (生没年)                                                        | 政党                              | 選挙                                              | 内閣                                 |
| 4                                                 | 1855年10月12日 | 1856年10月18日 |      | ピーダ・ギーオウ・バング (1797-1861)                                 | 無所属                            | —                                                 | バング                               |
| 5                                                 | 1856年10月18日 | 1857年5月13日  |      | カール・クリストファ・ギーオウ・アンドレ (1812-1893)                 | 無所属                            | —                                                 | アンドレ                             |
| 6                                                 | 1857年5月13日  | 1859年12月2日  |      | カール・クレスチャン・ハル (1812-1888)                               | 国民自由党                        | —                                                 | 第1次ハル NL                         |
| 7                                                 | 1859年12月2日  | 1860年2月8日 † |      | カール・イズヴァト・ロトヴィト (1812-1860)                           | Bondevennernes Selskab            | —                                                 | ロトヴィト                           |
| (6)                                               | 1860年2月24日  | 1863年12月31日 |      | カール・クレスチャン・ハル (1812-1888)                               | 国民自由党                        | 1861                                              | 第2次ハル NL                         |
| クリスチャン9世 治世の評議会議長 (1863年-1906年)  |                |                |      |                                                                      |                                   |                                                   |                                      |
| 代                                                | 就任日         | 退任日         | 肖像 | 氏名 (生没年)                                                        | 政党                              | 選挙                                              | 内閣                                 |
| 8                                                 | 1863年12月31日 | 1864年7月11日  |      | ディトリウ・ゴトハート・モンラズ (1811-1887)                         | 国民自由党                        | —                                                 | モンラズ NL                          |
| (2)                                               | 1864年7月11日  | 1865年11月6日  |      | クレスチャン・アルブレクト・ブルーメ (1794-1866)                     | Højre (1848)                      | 1864                                              | 第2次ブルーメ H                      |
| 9                                                 | 1865年11月6日  | 1870年5月28日  |      | クレスチャン・イミール・クラーウ＝ユール＝ヴィン＝フリー (1817-1896) | Nationale Godsejere               | 1866年6月 1866年10月 1869                         | フリー NG NG-NL 1866年から           |
| 10                                                | 1870年5月28日  | 1874年7月14日  |      | ルズヴィ・ホルスタイン＝ホルスタインボー (1815-1892)                 | Mellempartiet                     | 1872 1873                                         | ホルスタイン＝ホルスタインボー NG-NL |
| 11                                                | 1874年7月14日  | 1875年6月11日  |      | クレスチャン・アンドレーアス・フォンネスベク (1817-1880)             | Nationale Godsejere               | —                                                 | フォンネスベク NG-NL                 |
| 12                                                | 1875年6月11日  | 1894年8月7日   |      | ヤコプ・ブラノム・スカヴィーニウス・エストロプ (1825-1913)           | Nationale Godsejere; Højre (1881) | 1876 1879 1881年5月 1881年7月 1884 1887 1890 1892 | エストロプ NG H                      |
| 13                                                | 1894年8月7日   | 1897年5月23日  |      | テーイ・レーツ＝トート (1839-1923)                                   | Højre (1881)                      | 1895                                              | レーツ＝トート H                     |
| 14                                                | 1897年5月23日  | 1900年4月27日  |      | フゴ・エグモント・ハアリング (1842-1909)                             | Højre (1881)                      | 1898                                              | ハアリング H                         |
| 15                                                | 1900年4月27日  | 1901年7月24日  |      | ハニバル・スィーイステズ (1842-1924)                                 | Højre (1881)                      | —                                                 | スィーイステズ H                     |
| 16                                                | 1901年7月24日  | 1905年1月14日  |      | ヨハン・ヘンレク・ドインツァ (1845-1918)                             | ヴェンスタ                        | 1901 1903                                         | ドインツァ V                         |
| 17                                                | 1905年1月14日  | 1908年7月24日  |      | イェンス・クレスチャン・クレステンスン (1856-1930)                   | ヴェンスタ                        | 1906                                              | 第1次クレステンスン V                |
| 17                                                | 1908年7月24日  | 1908年10月12日 | —    | イェンス・クレスチャン・クレステンスン (1856-1930)                   | ヴェンスタ                        | 第2次クレステンスン V                             |                                      |
| フレゼリク8世 治世の評議会議長 (1906年-1912年)    |                |                |      |                                                                      |                                   |                                                   |                                      |
| 代                                                | 就任日         | 退任日         | 肖像 | 氏名 (生没年)                                                        | 政党                              | 選挙                                              | 内閣                                 |
| 18                                                | 1908年10月12日 | 1909年8月16日  |      | ニルス・ニアゴー (1854-1936)                                         | ヴェンスタ                        | —                                                 | 第1次ニアゴー V                      |
| 19                                                | 1909年8月16日  | 1909年10月28日 |      | ルズヴィ・ホルスタイン＝リズラボー (1839-1912)                       | ヴェンスタ                        | 1909                                              | ホルスタイン＝リズラボー V           |
| 20                                                | 1909年10月28日 | 1910年7月5日   |      | カール・ティーオド・セーレ (1866-1946)                               | ラディケーリ                      | —                                                 | 第1次セーレ R                        |
| 21                                                | 1910年7月5日   | 1913年6月21日  |      | クラウス・ビーアンスン (1844-1927)                                   | ヴェンスタ                        | 1910                                              | ビーアンスン V                       |
| クリスチャン10世 治世の評議会議長 (1912年-1947年) |                |                |      |                                                                      |                                   |                                                   |                                      |
| 代                                                | 就任日         | 退任日         | 肖像 | 氏名 (生没年)                                                        | 政党                              | 選挙                                              | 内閣                                 |
| (20)                                              | 1913年6月21日  | 1918年4月20日  |      | カール・ティーオド・セーレ (1866-1946)                               | ラディケーリ                      | 1913 1915                                         | 第2次セーレ R                        |

## 歴代首相一覧 (1918年-現在)
| クリスチャン10世治世の首相 (1912年-1947年) |                |                 |                      |                                            |                      |                                |                                 |
| 代                                         | 就任日         | 退任日          | 肖像                 | 氏名 (生没年)                              | 政党                 | 選挙                           | 内閣 連立                       |
| (20)                                       | 1918年4月21日  | 1920年3月30日   |                      | カール・ティーオド・セーレ (1866-1946)     | ラディケーリ         | 1918                           | 第2次セーレ R                   |
| 22                                         | 1920年3月30日  | 1920年4月5日    |                      | オト・リーベ (1860-1929)                   | 非政治家             | —                              | リーベ 暫定政府                 |
| 23                                         | 1920年4月5日   | 1920年5月5日    |                      | ミケール・ピーダスン・フリース (1857-1944) | 非政治家             | —                              | フリース 暫定政府               |
| (18)                                       | 1920年5月5日   | 1922年10月9日   |                      | ニルス・ニアゴー (1854-1936)               | ヴェンスタ           | 1920年4月 1920年7月 1920年9月  | 第2次ニアゴー V                 |
| (18)                                       | 1922年10月9日  | 1924年4月23日   | —                    | ニルス・ニアゴー (1854-1936)               | ヴェンスタ           | 第3次ニアゴー V                |                                 |
| 24                                         | 1924年4月23日  | 1926年12月14日  |                      | トーヴァル・スタウニング (1873-1942)       | 社会民主党           | 1924                           | 第1次スタウニング S             |
| 25                                         | 1926年12月14日 | 1929年4月30日   |                      | トマス・マスン＝ミュデール (1876-1943)     | ヴェンスタ           | 1926                           | マスン＝ミュデール V            |
| (24)                                       | 1929年4月30日  | 1935年11月4日   |                      | トーヴァル・スタウニング (1873-1942)       | 社会民主党           | 1929 1932                      | 第2次スタウニング S-R           |
| (24)                                       | 1935年11月4日  | 1939年9月15日   | 1935                 | トーヴァル・スタウニング (1873-1942)       | 社会民主党           | 第3次スタウニング S-R          |                                 |
| (24)                                       | 1939年9月15日  | 1940年4月10日   | 1939                 | トーヴァル・スタウニング (1873-1942)       | 社会民主党           | 第4次スタウニング S-R          |                                 |
| (24)                                       | 1940年4月10日  | 1940年7月8日    | —                    | トーヴァル・スタウニング (1873-1942)       | 社会民主党           | 第5次スタウニング 挙国一致内閣 |                                 |
| (24)                                       | 1940年7月8日   | 1942年5月3日 †  | —                    | トーヴァル・スタウニング (1873-1942)       | 社会民主党           | 第6次スタウニング 挙国一致内閣 |                                 |
| 26                                         | 1942年5月4日   | 1942年11月9日   |                      | ヴィルヘルム・ブル (1881-1954)             | 社会民主党           | —                              | 第1次ブル 挙国一致内閣          |
| 27                                         | 1942年11月9日  | 1943年8月29日   |                      | イーレク・スカヴィーニウス (1877-1962)     | 無所属               | 1943                           | スカヴィーニウス 挙国一致内閣   |
|                                            | 1943年8月29日  | 1945年5月5日    | ドイツによる直接統治 | ドイツによる直接統治                       | ドイツによる直接統治 | ドイツによる直接統治           | ドイツによる直接統治            |
| (26)                                       | 1945年5月5日   | 1945年11月7日   |                      | ヴィルヘルム・ブル (1881-1954)             | 社会民主党           | —                              | 第2次ブル 挙国一致内閣          |
| 28                                         | 1945年11月7日  | 1947年11月13日  |                      | クヌーズ・クレステンスン (1880-1962)       | ヴェンスタ           | 1945                           | K・クレステンスン V             |
| フレゼリク9世 治世の首相 (1947年-1972年)   |                |                 |                      |                                            |                      |                                |                                 |
| 代                                         | 就任日         | 退任日          | 肖像                 | 氏名 (生没年)                              | 政党                 | 選挙                           | 内閣 連立                       |
| 29                                         | 1947年11月13日 | 1950年10月30日  |                      | ハンス・ヒズトフト (1903-1955)             | 社会民主党           | 1947                           | 第1次ヒズトフト S               |
| 30                                         | 1950年10月30日 | 1953年9月30日   |                      | イーレク・イーレクスン (1902-1972)         | ヴェンスタ           | 1950 1953年4月                 | イーレクスン V-K                |
| (29)                                       | 1953年9月30日  | 1955年1月29日 † |                      | ハンス・ヒズトフト (1903-1955)             | 社会民主党           | 1953年9月                      | 第2次ヒズトフト S               |
| 31                                         | 1955年2月1日   | 1957年5月28日   |                      | ハンス・クレスチャン・ハンスン (1906-1960) | 社会民主党           | —                              | 第1次ハンスン S                 |
| 31                                         | 1957年5月28日  | 1960年2月19日 † | 1957                 | ハンス・クレスチャン・ハンスン (1906-1960) | 社会民主党           | 第2次ハンスン S-R-E            |                                 |
| 32                                         | 1960年2月21日  | 1960年11月18日  |                      | ヴィゴ・カンプマン (1910-1976)             | 社会民主党           | —                              | 第1次カンプマン S-R-E           |
| 32                                         | 1960年11月18日 | 1962年9月3日    | 1960                 | ヴィゴ・カンプマン (1910-1976)             | 社会民主党           | 第2次カンプマン S-R            |                                 |
| 33                                         | 1962年9月3日   | 1964年9月29日   |                      | イェンス・オト・クラーウ (1914-1978)       | 社会民主党           | —                              | 第1次クラーウ S-R               |
| 33                                         | 1964年9月29日  | 1968年2月2日    | 1964                 | イェンス・オト・クラーウ (1914-1978)       | 社会民主党           | 第2次クラーウ S                |                                 |
| 34                                         | 1968年2月2日   | 1971年10月11日  |                      | ヒルマ・バウンスゴー (1920-1989)           | ラディケーリ         | 1968                           | バウンスゴー R-K-V              |
| (33)                                       | 1971年10月11日 | 1972年10月5日   |                      | イェンス・オト・クラーウ (1914-1978)       | 社会民主党           | 1971                           | 第3次クラーウ S                 |
| マルグレーテ2世 治世の首相 (1972年-現在)   |                |                 |                      |                                            |                      |                                |                                 |
| 代                                         | 就任日         | 退任日          | 肖像                 | 氏名 (生没年)                              | 政党                 | 選挙                           | 内閣 連立                       |
| 35                                         | 1972年10月5日  | 1973年12月19日  |                      | アンガ・ヤアアンスン (1922-2016)           | 社会民主党           | —                              | 第1次ヤアアンスン S             |
| 36                                         | 1973年12月19日 | 1975年2月13日   |                      | ポウル・ハートリング (1914-2000)           | ヴェンスタ           | 1973                           | ハートリング V                  |
| (35)                                       | 1975年2月13日  | 1978年8月30日   |                      | アンガ・ヤアアンスン (1922-2016)           | 社会民主党           | 1975                           | 第2次ヤアアンスン S-V           |
| (35)                                       | 1978年8月30日  | 1979年10月26日  | 1977                 | アンガ・ヤアアンスン (1922-2016)           | 社会民主党           | 第3次ヤアアンスン S-V          |                                 |
| (35)                                       | 1979年10月26日 | 1981年12月30日  | 1979                 | アンガ・ヤアアンスン (1922-2016)           | 社会民主党           | 第4次ヤアアンスン S            |                                 |
| (35)                                       | 1981年12月30日 | 1982年9月10日   | 1981                 | アンガ・ヤアアンスン (1922-2016)           | 社会民主党           | 第5次ヤアアンスン S            |                                 |
| 37                                         | 1982年9月10日  | 1987年9月10日   |                      | ポウル・スリュダ (1929-2021)               | 保守人民党           | 1984                           | 第1次スリュダ K-V-CD-Kd         |
| 37                                         | 1987年9月10日  | 1988年6月3日    | 1987                 | ポウル・スリュダ (1929-2021)               | 保守人民党           | 第2次スリュダ K-V-CD-Kd        |                                 |
| 37                                         | 1988年6月3日   | 1990年12月18日  | 1988                 | ポウル・スリュダ (1929-2021)               | 保守人民党           | 第3次スリュダ K-V-R            |                                 |
| 37                                         | 1990年12月18日 | 1993年1月25日   | 1990                 | ポウル・スリュダ (1929-2021)               | 保守人民党           | 第4次スリュダ K-V              |                                 |
| 38                                         | 1993年1月25日  | 1994年9月27日   |                      | ポウル・ニューロプ・ラスムスン (1943-)     | 社会民主党           | —                              | 第1次P・N・ラスムスン S-CD-R-Kd |
| 38                                         | 1994年9月27日  | 1996年12月30日  | 1994                 | ポウル・ニューロプ・ラスムスン (1943-)     | 社会民主党           | 第2次P・N・ラスムスン S-R-CD   |                                 |
| 38                                         | 1996年12月30日 | 1998年3月23日   | —                    | ポウル・ニューロプ・ラスムスン (1943-)     | 社会民主党           | 第3次P・N・ラスムスン S-R      |                                 |
| 38                                         | 1998年3月23日  | 2001年11月27日  | 1998                 | ポウル・ニューロプ・ラスムスン (1943-)     | 社会民主党           | 第4次P・N・ラスムスン S-R      |                                 |
| 39                                         | 2001年11月27日 | 2005年2月18日   |                      | アナス・フォウ・ラスムスン (1953-)         | ヴェンスタ           | 2001                           | 第1次A・F・ラスムスン V-K       |
| 39                                         | 2005年2月18日  | 2007年11月23日  | 2005                 | アナス・フォウ・ラスムスン (1953-)         | ヴェンスタ           | 第2次A・F・ラスムスン V-K      |                                 |
| 39                                         | 2007年11月23日 | 2009年4月5日    | 2007                 | アナス・フォウ・ラスムスン (1953-)         | ヴェンスタ           | 第3次A・F・ラスムスン V-K      |                                 |
| 40                                         | 2009年4月5日   | 2011年10月3日   |                      | ラース・ルゲ・ラスムスン (1964-)           | ヴェンスタ           | —                              | 第1次L・L・ラスムスン V-K       |
| 41                                         | 2011年10月3日  | 2014年2月3日    |                      | ヘレ・トーニング＝スミト (1966-)           | 社会民主党           | 2011                           | 第1次トーニング＝スミト S-R-SF  |
| 41                                         | 2014年2月3日   | 2015年6月28日   | —                    | ヘレ・トーニング＝スミト (1966-)           | 社会民主党           | 第2次トーニング＝スミト S-R    |                                 |
| (40)                                       | 2015年6月28日  | 2019年6月27日   |                      | ラース・ルゲ・ラスムスン (1964-)           | ヴェンスタ           | 2015                           | 第2次L・L・ラスムスン V         |
| 42                                         | 2019年6月27日  | 2022年12月15日  |                      | メデ・フレズレクスン (1977-)               | 社会民主党           | 2019                           | 第1次フレズレクスン S           |
| 42                                         | 2022年12月15日 | 現職            | 2022                 | メデ・フレズレクスン (1977-)               | 社会民主党           | 第2次フレズレクスン S-V-M      |                                 |